# Casa Ghiberti
 (juin 2022).
Si vous disposez d'ouvrages ou d'articles de référence ou si vous connaissez des sites web de qualité traitant du thème abordé ici, merci de compléter l'article en donnant les références utiles à sa vérifiabilité et en les liant à la section « Notes et références ».
La Casa Ghiberti est un palais de Florence, situé sur la piazza del Duomo, à l'angle de la via dei Servi.

## Histoire

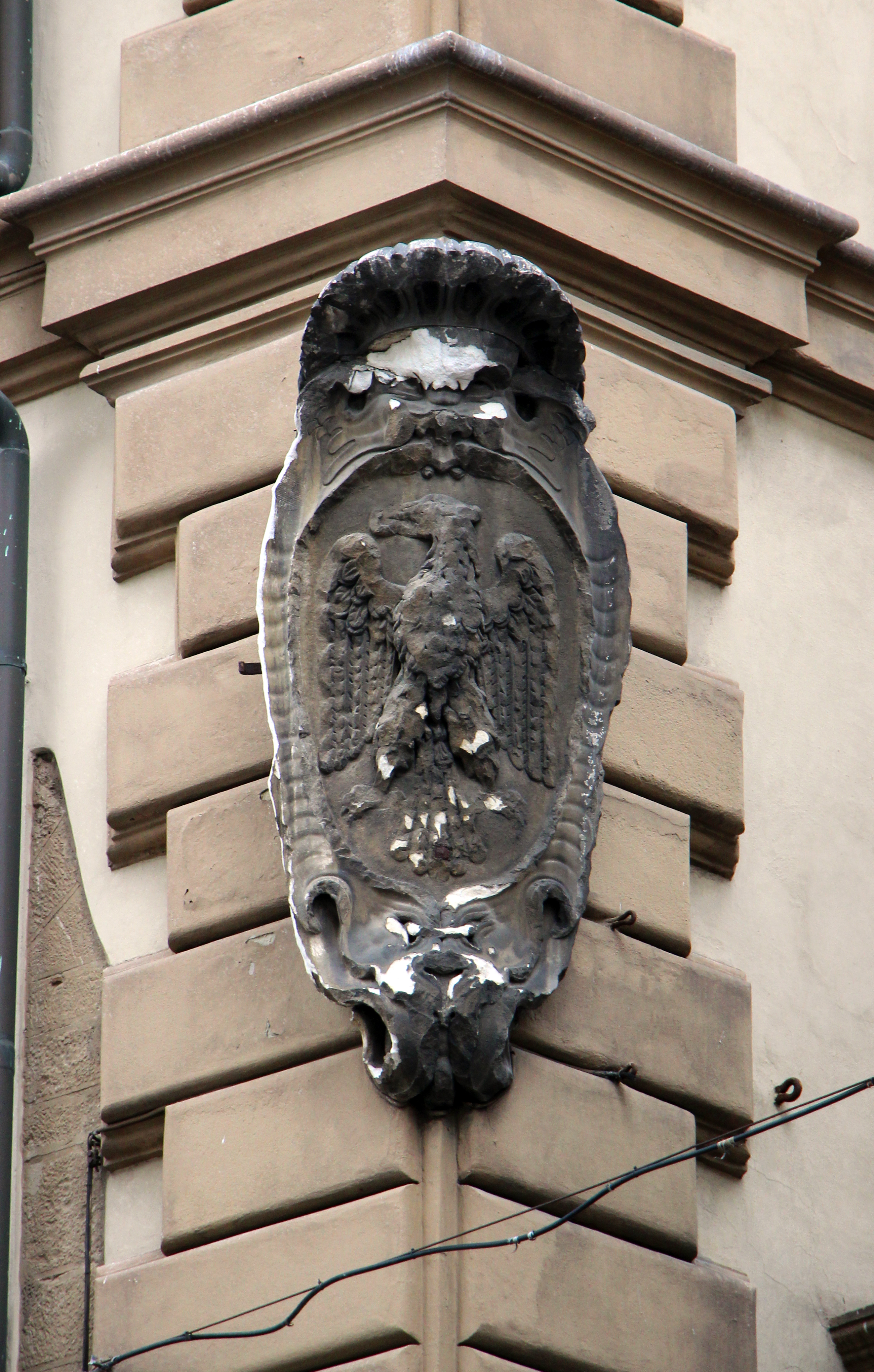
Armoiries des Ghiberti

Ici se trouvaient une maison de la famille Tedaldi et un palais des Locatelli, achetés dans la deuxième décennie du XVIIe siècle par le sénateur Ottavio Capponi puis, en 1653, passa à Lorenzo di Felice Ghiberti.
Ce dernier fut responsable de la transformation des bâtiments préexistants (qu'il faut imaginer répondant aux dispositions de 1388) en palais actuel, agrandi grâce à l'union d'une autre maison de la Via dei Servi déjà en sa possession. Après divers changements de propriétaire, en 1783, le bâtiment passa aux Del Sera, qui y effectuèrent d'autres travaux.
Le palais figure dans la liste établie en 1901 par la Direction générale des antiquités et des beaux-arts, comme édifice monumental à considérer comme patrimoine artistique national.

## Description
Walther Limburger indique que la maison date de la fin de la Renaissance, en la faisant remonter au style Ammannati (et en soulignant la partie inférieure la plus ancienne).
La façade tournée vers la place est fortement inclinée aux deux tiers. 
L'angle est une alternance de traits lisses et nuancé par un écu aux armes de Ghiberti (en argent, un aigle à vol bleu abaissé). A noter également le bel avant-toit florentin, d'une projection particulière et d'une richesse de sculptures.